# Rosenzüchtung

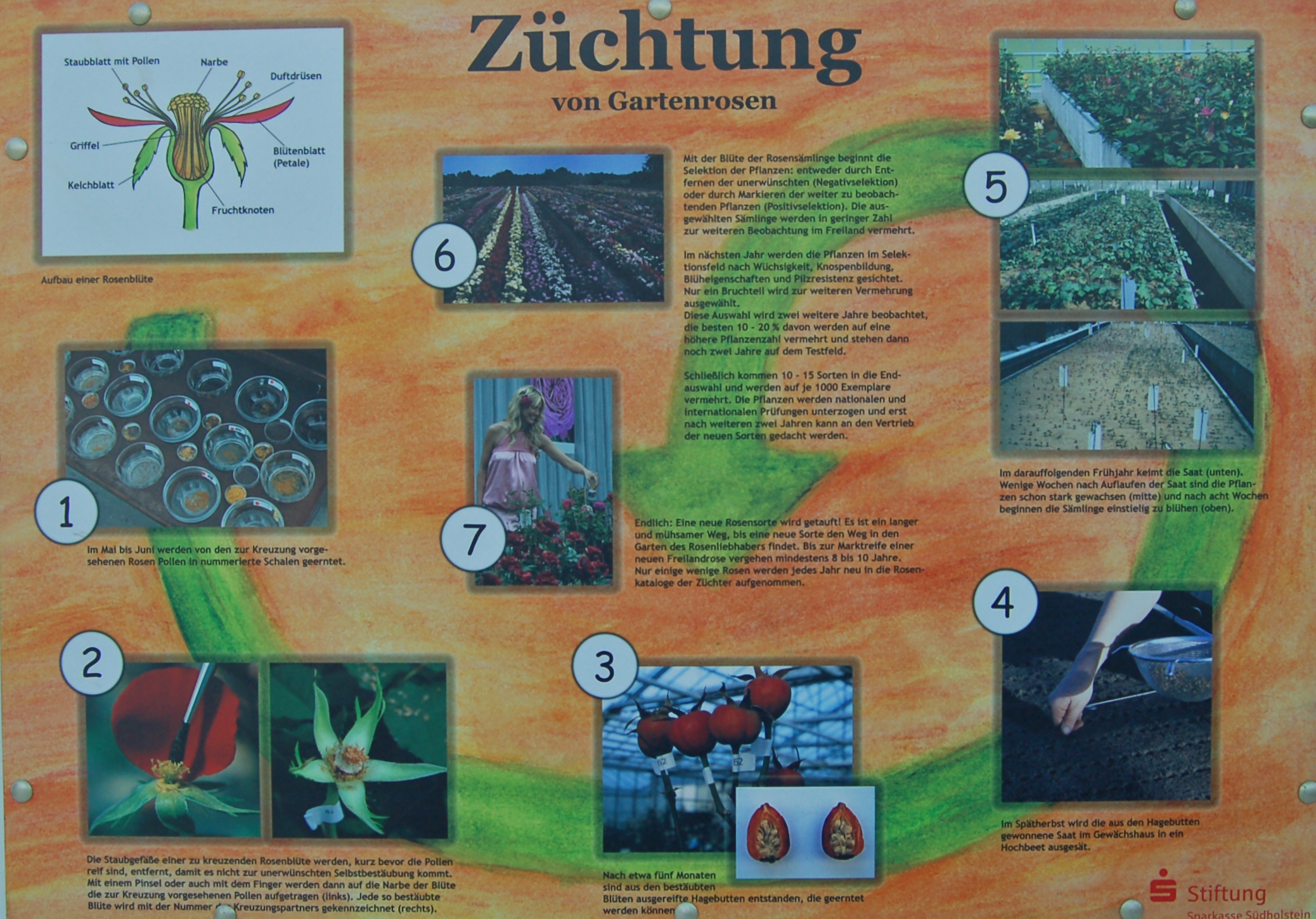
Infotafel Rosenzüchtung

Die Rosenzüchtung führt bei Kulturrosen zur Bildung von neuen Rosensorten, die verschiedenen Züchtungslinien angehören, den sogenannten Rosenklassen und Rosengruppen.
Während der Begriff Wildrosen die botanischen Rosenarten zusammenfasst, die auf natürliche Weise entstanden, sind neue Sorten das Ergebnis gezielt ausgewählter Sports oder gewollter Kreuzungen bereits bestehender Arten und Rosensorten, die dann zur weiteren Produktion vegetativ vermehrt werden.

## Methoden
Ein Züchter versucht, vorhandene Rosen durch gezielte Kreuzungen mit anderen Arten und Sorten in ihren Eigenschaften zu erweitern und verbessern.
Außerdem beobachtet der Rosenzüchter auch das Auftreten zufälliger Mutationen an vorhandenen Pflanzen. Diese führen zur Bildung von im Gartenbau sogenannten Sports einer Sorte, die dann ebenfalls vegetativ weitervermehrt werden. Der Sport hat oft eine andere Blütenfarbe, kann aber auch komplett andere Wuchseigenschaften aufweisen als die Muttersorte.

## Zuchtziele
Wichtige Züchtungsziele sind die kontinuierliche Weiterentwicklung von:
- Blüheigenschaften: Blütenfarbe, Blütenfüllung, Duft, Selbstreinigung, Remontanz
- Wachstumseigenschaften: Wuchsstärke, Resistenz gegen Krankheiten
- Umwelteigenschaften: Frosthärte, Widerstandsfähigkeit gegen Regen und Wind
- speziellen Zuchtzielen: Eignung für Topfkultur, leichte Pflege

„Blaue“ Rosen sind der Wunschtraum aller Rosenzüchter. Doch auf konventionellem Wege ist die Züchtung blauer Rosen unmöglich, da Rosengewächsen ein Gen für den blauen Farbstoff fehlt. Züchter weisen aber gern durch die Namensgebung auf (fast) blaue Rosen wie auch auf (fast) schwarze Rosen hin.

## Auszeichnungen
Besonders gute Sorteneigenschaften werden in Wettbewerben durch Rosenprüfungsgärten prämiert. In Deutschland wird das ADR-Prädikat für besonders gesunde, pflegeleichte Rosen verliehen (Anerkannte Deutsche Rose). Außerdem wird in Baden-Baden jährlich die Goldene Rose von Baden-Baden gekürt, die in Deutschland als Rose des Jahres angesehen wird.
Auch im Ausland gibt es zahlreiche Auszeichnungen. Die höchste ist die alle drei Jahre von der Weltrosenvereinigung gekürte Weltrose. Andere bekannte internationale Auszeichnungen für Rosensorten sind unter anderem der RNRS-Preis (Royal National Rose Society), die All American Rose Selection, die Henry Edland Memorial Medal, der St.-Albans-Preis, sowie die Preise der Rosenwettbewerbe in Paris (Bagatelle, Frankreich), Rom (Italien), Madrid (Spanien), Tokyo (Japan), Hamilton (Neuseeland), Rose Hills (USA), Genf (Schweiz), Den Haag (Niederlande), Le Rœulx (Belgien) oder in Baden bei Wien (Österreich).
Für ihre hervorragende Züchtungsarbeit werden aber auch Rosenzüchter selbst belohnt, zum Beispiel mit der Dean Hole Medal und dem Clay-Challenger-Preis (ein englischer Wanderpreis für den Züchter der besten Duftrose).

## Meilensteine der Rosenzüchtung

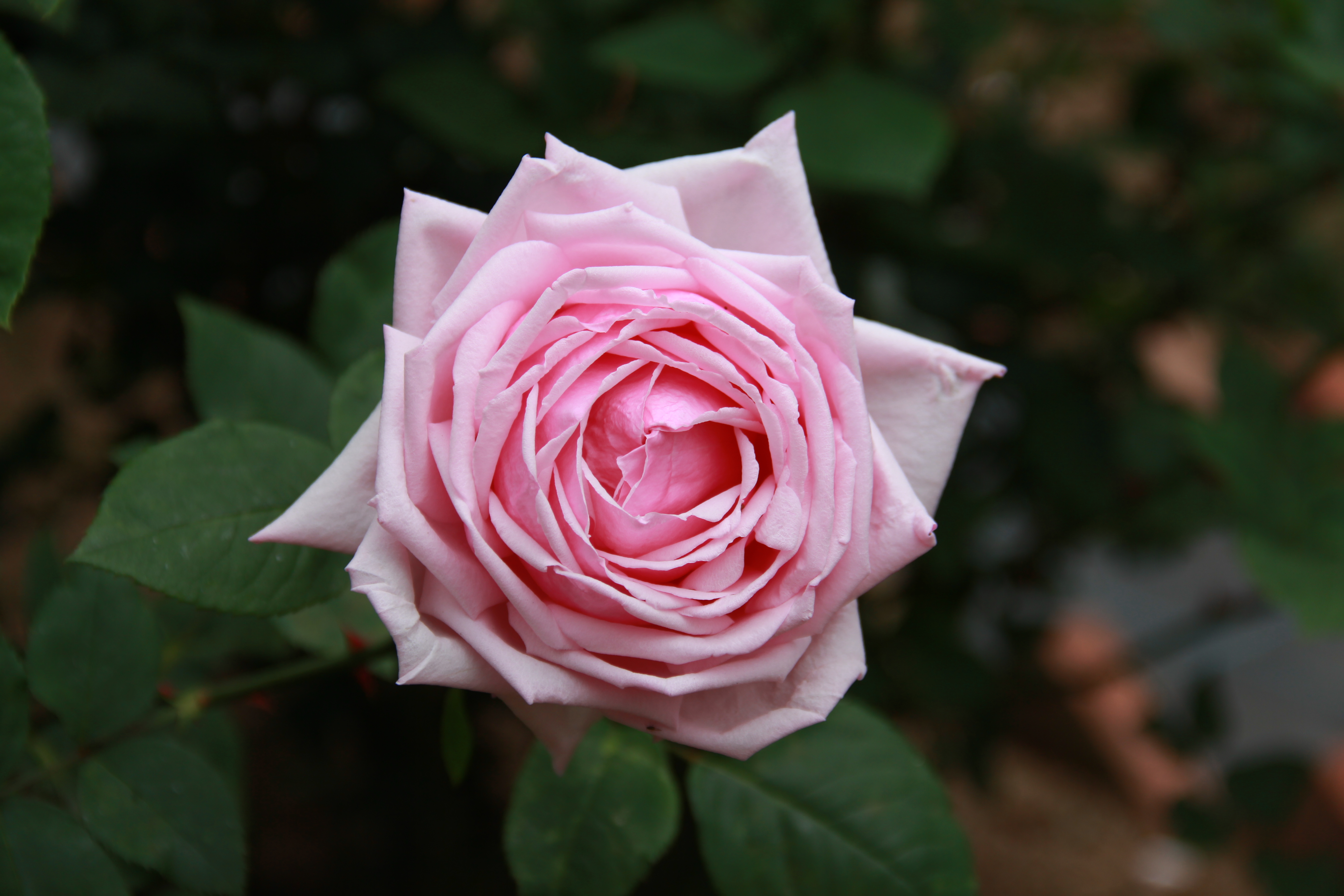
'La France', die erste Teehybride, Guillot 1867

Als erste Rosenzüchtung in Deutschland gilt die um 1773 von Daniel August Schwartzkopf in Kassel gezogene und von Wernt Grimm im Rosenpark des Bergparks Wilhelmshöhe wiederentdeckte Gallica-Rose 'Perle von Weißenstein'.
Ein Wendepunkt in der Rosenzüchtung war das Jahr 1867, als der französische Züchter Jean-Baptiste Guillot fils die Teehybride 'La France' als Sämling entdeckte. Dies kennzeichnet den Übergang der alten Rosen oder klassischen Rosen zu den modernen Rosen.
Die Geschichte der Kulturrosen ist in der neueren Zeit eng verbunden mit den Namen von Rosenzüchtern – oftmals Gärtnerfamilien in mehreren Generationen –, die durch Züchtungsarbeit die Entwicklung der Rosensorten seit dem 17. Jahrhundert in immer kürzeren Zyklen vorangetrieben haben.

## Liste von Rosenzüchtern

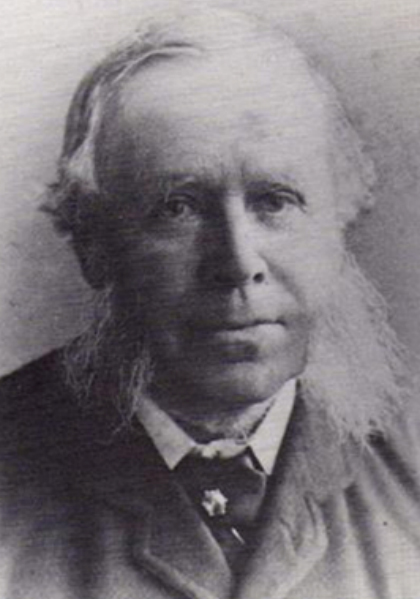
Henry Bennett (1823–1890)

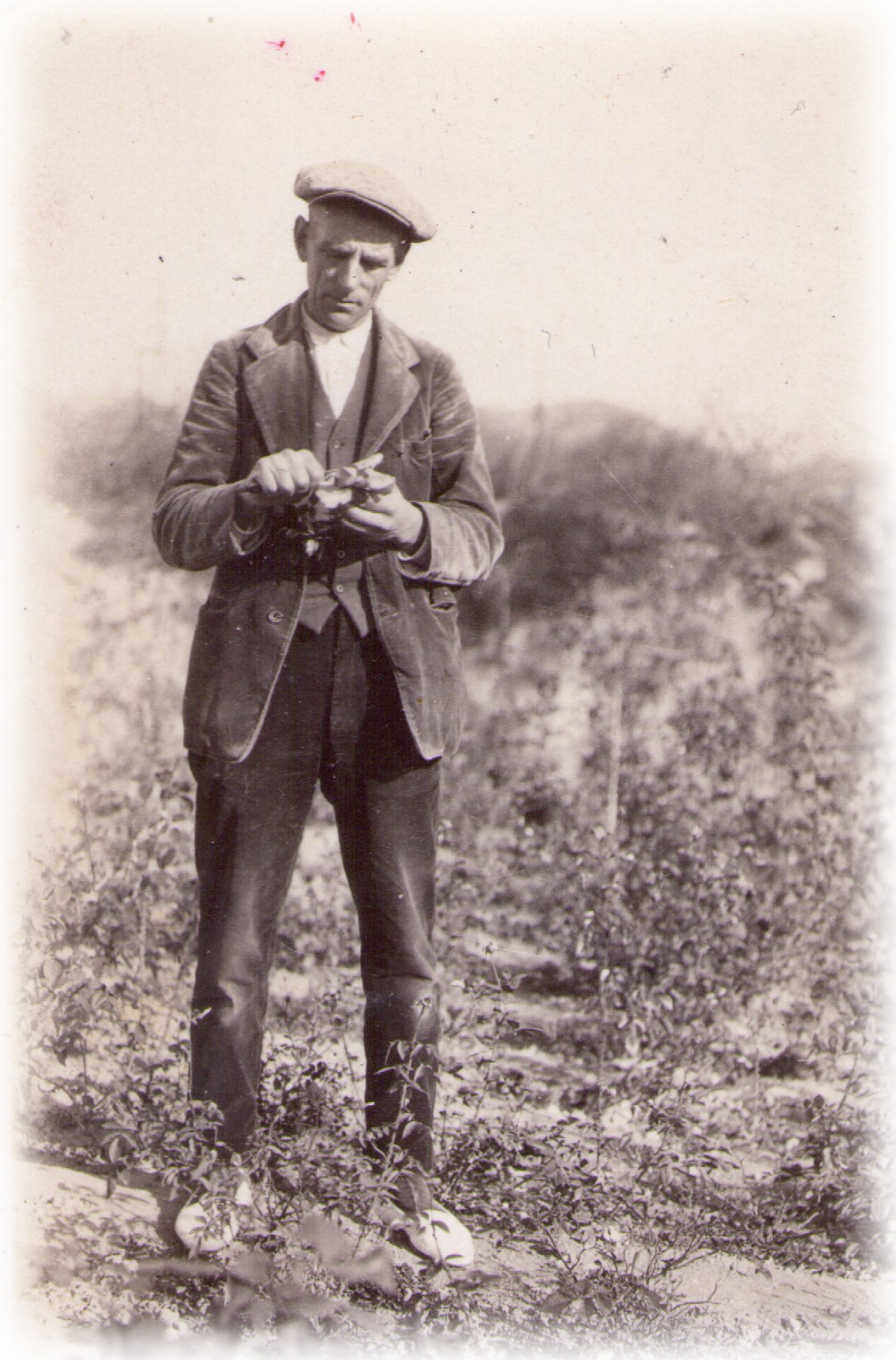
Pedro Dot, 1930s

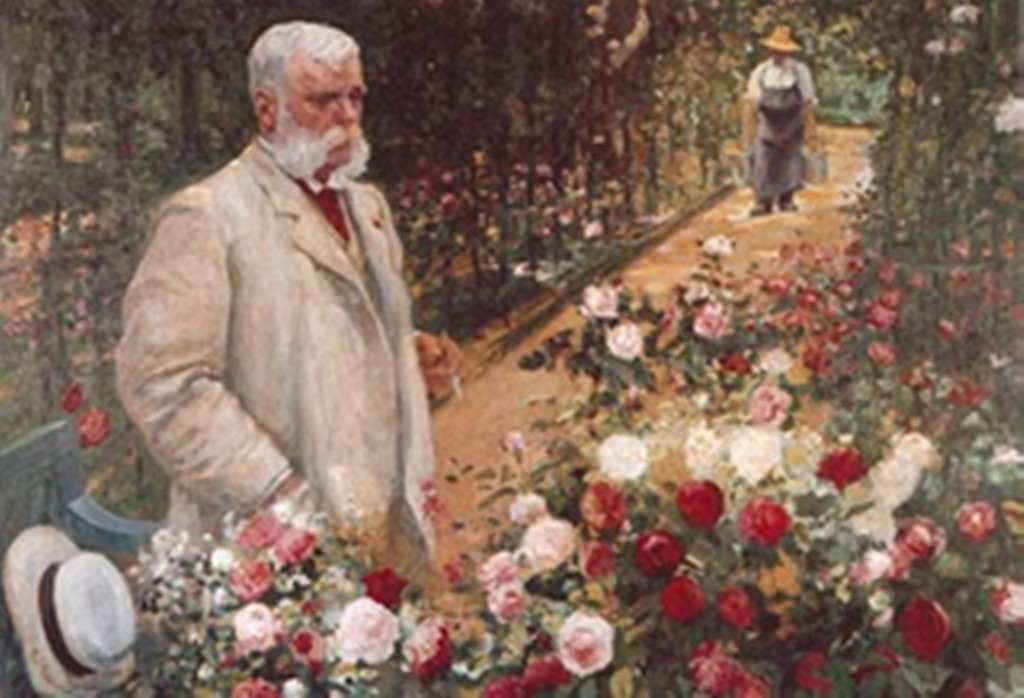
Jules Gravereaux, 1900

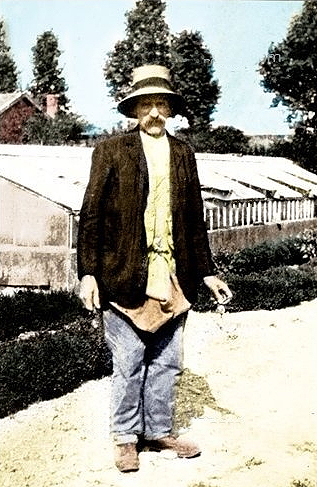
Joseph Pernet-Ducher

| Rosenzüchter                                   | geboren | gestorben | Land                                                                                 |
| ---------------------------------------------- | ------- | --------- | ------------------------------------------------------------------------------------ |
| Domenico Aicardi                               | 1878    | 1964      | Italien                                                                              |
| John Armstrong                                 |         |           | USA                                                                                  |
| David C. H. Austin                             | 1926    | 2018      | England                                                                              |
| René Barbier                                   | 1845    | 1931      | Frankreich                                                                           |
| Karl Baum                                      | 1911    | 2004      | Deutschland                                                                          |
| Peter Beales                                   | 1936    | 2013      | England                                                                              |
| Jean Beluze                                    | 1793    | 1869      | Frankreich                                                                           |
| Henry Bennett                                  | 1823    | 1890      | England                                                                              |
| Ann und John A. Bentall                        |         |           | England                                                                              |
| Anni Berger                                    | 1904    | 1990      | Deutschland                                                                          |
| Vinzenz Berger                                 | 1883    | 1974      | Deutschland                                                                          |
| Walter Berger                                  | 1899    | 1960      | Deutschland                                                                          |
| Alexandre Bernaix                              | 1831    | 1901 (?)  | Frankreich                                                                           |
| Jan Böhm                                       | 1888    | 1959      | Tschechien                                                                           |
| Eugene Boerner                                 |         |           | USA                                                                                  |
| Franz Karl Brümmer                             | 1874    | 1948      | Deutschland                                                                          |
| Griffith Buck                                  | 1915    | 1991      | USA                                                                                  |
| Max Buntzel                                    | 1850    | 1907      | Deutschland                                                                          |
| Maria Henrietta Chotek                         | 1863    | 1946      | Österreich-Ungarn                                                                    |
| Alister Clark                                  | 1864    | 1949      | Australien                                                                           |
| Georges Delbard                                | 1906    | 1999      | Frankreich                                                                           |
| Jacques-Louis Descemet                         | 1761    | 1839      | Frankreich                                                                           |
| Dickson Nurseries Ltd.                         |         |           | Irland                                                                               |
| Pedro Dot                                      | 1885    | 1976      | Spanien                                                                              |
| Gudrun Dube                                    | 1938    |           | Deutschland                                                                          |
| Francis Dubreuil                               | 1842    | 1916      | Frankreich                                                                           |
| Claude Ducher                                  | 1820    | 1874      | Frankreich                                                                           |
| André Dupont (Rosenzüchter)                    | 1742    | 1817      | Frankreich                                                                           |
| André Eve                                      | 1931    | 2015      | Frankreich                                                                           |
| Hans Jürgen Evers                              | 1940    | 2007      | Deutschland                                                                          |
| Jean-Marie Gaujard                             | 1903    | 1995      | Frankreich                                                                           |
| Gemen-Bourg                                    | 1888    |           | Luxemburg                                                                            |
| Rudolf Geschwind                               | 1829    | 1910      | Österreich-Ungarn                                                                    |
| Jules Gravereaux                               | 1844    | 1916      | Frankreich                                                                           |
| Jean-Baptiste Guillot, gen. Guillot père       | 1803    | 1882      | Frankreich                                                                           |
| Jean-Baptiste André Guillot, gen. Guillot fils | 1827    | 1893      | Frankreich                                                                           |
| Pierre Guillot                                 | 1855    | 1918      | Frankreich                                                                           |
| Julien-Alexandre Hardy                         | 1781    | 1876      | Frankreich                                                                           |
| Robert Harkness                                | 1851    | 1920      | England                                                                              |
| Karl Hetzel                                    | 1923    | 2003      | Deutschland                                                                          |
| Richard Huber                                  | 1927    | 2013      | Schweiz                                                                              |
| Jackson & Perkins                              |         |           | USA                                                                                  |
| Henri-Antoine Jacques                          | 1782    | 1866      | Frankreich                                                                           |
| Hippolyte Jamain                               | 1811    | 1884      | Frankreich                                                                           |
| Ketten Frères                                  | 1867    | 1940      | Luxemburg                                                                            |
| Hermann Kiese                                  | 1865    | 1923      | Deutschland                                                                          |
| Reimer Kordes                                  | 1922    | 1997      | Deutschland                                                                          |
| Wilhelm Kordes II.                             | 1891    | 1976      | Deutschland                                                                          |
| Max Krause                                     | 1880    | 1937      | Deutschland                                                                          |
| François Lacharme                              | 1817    | 1887      | Frankreich                                                                           |
| Jean Laffay                                    | 1795    | 1878      | Frankreich                                                                           |
| J.B. Lamesch                                   | 1871    |           | Luxemburg                                                                            |
| Peter Lambert                                  | 1859    | 1939      | Deutschland/Luxemburg                                                                |
| Walter E. Lammerts                             | 1904    | 1996      | USA                                                                                  |
| Louis Lens                                     | 1924    | 2001      | Belgien                                                                              |
| Louis Lévêque                                  |         |           | Frankreich                                                                           |
| Antoine Levet                                  | 1818    | 1891      | Frankreich                                                                           |
| Jacques-Julien Margottin                       | 1817    | 1892      | Frankreich                                                                           |
| Gergely Márk                                   | 1923    | 2012      | Ungarn                                                                               |
| Dominique Massad                               | 1955    |           | Frankreich                                                                           |
| Samuel McGredy                                 |         |           | Irland                                                                               |
| Meilland                                       |         |           | Frankreich                                                                           |
| Francis Meilland                               | 1912    | 1958      | Frankreich                                                                           |
| Marie-Louise Meilland                          | 1920    | 1987      | Frankreich                                                                           |
| Moreau-Robert                                  |         |           | Frankreich                                                                           |
| Ralph Moore                                    | 1907    | 2009      | USA                                                                                  |
| Wilhelm Mühle                                  | 1845    | 1908      | Böhmen/Rumänien                                                                      |
| Gilbert Nabonnand                              | 1828    | 1903      | Frankreich                                                                           |
| Werner Noack                                   | 1927    |           | Deutschland                                                                          |
| Louis Claude Noisette                          | 1772    | 1849      | Frankreich                                                                           |
| Pierre Oger                                    | 1816    | 1894      | Frankreich                                                                           |
| Pernille Olesen                                | 1949    |           | Dänemark                                                                             |
| George Paul                                    | 1841    | 1921      | England                                                                              |
| William Paul                                   | 1822    | 1905      | England                                                                              |
| Louis Joseph Ghislain Parmentier               | 1782    | 1847      | Belgien                                                                              |
| Joseph Hardwick Pemberton                      | 1852    | 1926      | England                                                                              |
| James Plaisted Wilde, Lord Penzance            | 1816    | 1899      | England                                                                              |
| Jean Pernet (Rosenzüchter)                     | 1832    | 1896      | Frankreich                                                                           |
| Joseph Pernet-Ducher                           | 1859    | 1928      | Frankreich                                                                           |
| Jacques Plantier                               | 1792    | 1872      | Frankreich                                                                           |
| Pierre-Hubert Portemer                         | 1801    | 1878      | Frankreich                                                                           |
| Dorus Theus Poulsen                            | 1850    | 1925      | Dänemark                                                                             |
| Dzidra Rieksta                                 | 1927    | 2020      | Lettland                                                                             |
| Marcel Robichon                                |         |           | Frankreich                                                                           |
| Gerrit de Ruiter                               | 1882    | 1965      | Niederlande                                                                          |
| Ewald Scholle                                  | 1934    |           | Deutschland                                                                          |
| Schwartz (Rosenzüchterfamilie)                 | 1870    | 1936      | Frankreich                                                                           |
| Daniel August Schwartzkopf                     | um 1738 | 1817      | Deutschland                                                                          |
| Rolf Sievers                                   | 1938    |           | Deutschland                                                                          |
| Peter Strassheim                               | 1850    | 1923      | Deutschland                                                                          |
| Soupert et Notting                             | 1855    | 1936      | Luxemburg succ. (1906-1936 Soupert Jean-Pierre; Pierre-Alphonse; Constant) Luxemburg |
| Herbert Swim                                   |         |           | USA                                                                                  |
| Mathias Tantau                                 | 1882    | 1953      | Deutschland                                                                          |
| Mathias Tantau jun.                            | 1912    | 2006      | Deutschland                                                                          |
| Victor Teschendorff                            | 1877    | 1960      | Deutschland                                                                          |
| Graham Stuart Thomas                           | 1909    | 2003      | England                                                                              |
| Walter van Vleet                               | 1857    | 1922      | USA                                                                                  |
| Eugène Verdier                                 | 1827    | 1902      | Frankreich                                                                           |
| Victor Verdier                                 | 1803    | 1878      | Frankreich                                                                           |
| Jean-Pierre Vibert                             | 1777    | 1866      | Frankreich                                                                           |
| Max Vogel                                      | 1893    | 1949      | Deutschland                                                                          |
| Christoph Weigand                              | 1839    | 1909      | Deutschland                                                                          |
| Nicola Welter                                  | 1854    | 1920      | Deutschland                                                                          |